# Chevaliers Hechtling
Chevaliers Hechtling (Epiplatys chevalieri) ist ein westafrikanischer Vertreter der Killifische. Er wird als Aquarienfisch gehalten und wurde zu diesem Zweck erstmals 1950 nach Deutschland eingeführt.

## Vorkommen
Die Art kommt in Westafrika im Gebiet von Zaire und dort speziell in der Umgebung des „Pool Malebo“ („Stanley Pool“) vor. Es werden vor allem sonnige, pflanzenreiche Flachwasserbereiche und die Uferzonen besiedelt.

## Erscheinung
Die Fische weisen die für alle Epiplatys-Arten typische hechtähnliche Gestalt mit oberständigem Maul auf. Die männlichen Tiere erreichen in Gefangenschaft eine Gesamtlänge von bis zu sechs Zentimetern, Weibchen bleiben etwas kleiner. Die Grundfarbe ist ein metallisches Silber mit gelben Tönen im Bauchbereich. Der Körper ist mit mehreren Reihen längsstreifenartig angeordneter, leuchtend roter Punkte überzogen, auch die Flossenstrahlen sind (besonders bei den männlichen Tieren) rot gefärbt. Die Bauch- und Afterflosse der männlichen Tiere ist spitz ausgezogen, bei den weiblichen Tieren hingegen abgerundet. Die Schwanzflosse ist spatelförmig.

## Lebensweise
Chevaliers Hechtling ist wie alle Vertreter der Gattung Epiplatys ein oberflächennah lebender Lauerjäger, der sich vor allem von Insekten, kleineren Wirbellosen und Fischlarven ernährt. Die in der Deckung von Wasserpflanzen stehenden Fische erbeuten ihre Nahrung durch plötzliches Vorstoßen und gelegentlich auch im Sprung.

## Fortpflanzung
Die Tiere werden mit sechs bis acht Monaten geschlechtsreif. Die Eiablage erfolgt paarweise, wobei über Tage hinweg bis zu 200 Eier einzeln an Wasserpflanzen oder sonstiges faseriges Substrat angeheftet werden. Eine Brutpflege findet nicht statt, die Jungfische schlüpfen nach etwa vierzehn Tagen.